# Anaplectus granulosus
Anaplectus granulosus är en rundmaskart som först beskrevs av Bastian 1865.  Anaplectus granulosus ingår i släktet Anaplectus och familjen Plectidae. Arten är reproducerande i Sverige. Inga underarter finns listade i Catalogue of Life.